# ペスカッセーロリ
ペスカッセーロリ（イタリア語: Pescasseroli）は、イタリア共和国アブルッツォ州ラクイラ県にある、人口約2,200人の基礎自治体（コムーネ）。

## 地理

### 位置・広がり

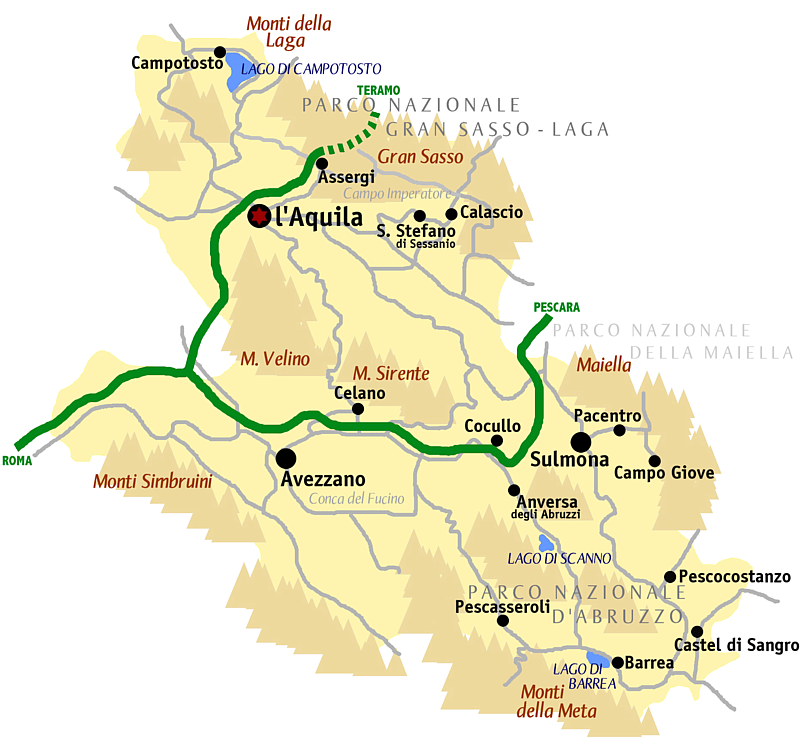
ラクイラ県概略図

ラクイラ県南部に位置するコムーネ。

#### 隣接コムーネ
隣接するコムーネは以下の通り。括弧内のFRはフロジノーネ県（ラツィオ州）所属を示す。
- アルヴィート (FR)
- ビゼーニャ
- カンポリ・アッペンニーノ (FR)
- ジョーイア・デイ・マルシ
- レッチェ・ネイ・マルシ
- オーピ
- サン・ドナート・ヴァル・ディ・コミーノ (FR)
- スカンノ
- ヴィッラヴァッレロンガ

## 人物

### 著名な出身者
- ベネデット・クローチェ - 19-20世紀の哲学者・歴史学者。